# Erlöserkirche
La chiesa evangelica luterana Erlöserkirche (Chiesa del Redentore) è la più antica chiesa protestante del quartiere di Schwabing, a nord dal centro di Monaco di Baviera. È stata costruita negli anni 1899-1901 dall'architetto Theodor Fischer in stile liberty storicizzante.
Domina Münchner Freiheit.